# 热火吉他手
《热火吉他手》是一款由Unreal Voodoo创作的免费開放源碼的芬兰音乐电子游戏。玩家根据屏幕上显示的符号按键得分，并积累得分倍数因子，并完成歌曲。《热火吉他手》是汇编展示团队2006年游戏开发竞赛的胜利者。
游戏使用Python程序语言编写，并以GNU通用公共许可证授权，然而游戏中还包含以其它协议授权的自由开源代码。游戏歌曲文件和一些内置字体是私有的，它们不允许在《热火吉他手》可执行程序之外再分发。

## 游戏玩法

《热火吉他手》吉祥物“约斯特”。开发者称其为一个“用键盘摆姿势的埃尔维斯·科斯特洛”

《热火吉他手》是一个模仿商业游戏《吉他英雄》的电子游戏。游戏可以在Windows、GNU/Linux和Mac OS X上运行。当彩色标志依音乐节奏出现在屏幕上，玩家需要根据标志的出现准时按键。《热火吉他手》可以使用键盘通过按压琴弦键和拨弦键，同时游戏还支持手柄，这意味借助合适的适配器和/或软件，也可以使用吉他形控制器进行游戏。
随着彩色的正方形标志随歌曲同步出现在玩家屏幕上，玩家需要在正确的时刻按对应颜色的琴弦键，并在准确按吉他拨弦键。当连续十个正确的按键后，得分就开始加一倍，翻倍数最多可至4倍。当玩家错过音符或扫弦时间错误，倍率因子就会复位。

## 评价
《热火吉他手》通常获得各类媒体的好评。游戏成为2006年Assembly参赛游戏的第一名。作为免费开源软件，游戏没有获得主流评论网站的太多关注，但许多相关站点站点和开源游戏评论站评论了游戏，并给予其7到8分。GameSpot截至2008年11月的用户打分为8.1分，其它站点如Download.com的平均分更低些，约为3.5/5分。然而由于其跨平台特性，其也拥有GNU/Linux和Mac游戏社群的玩家。《Frest on Fire》登上了电视节目Click。

## 其他
- 开源游戏列表
- SDL